# Resolutie 1112 Veiligheidsraad Verenigde Naties
Resolutie 1112 van de Veiligheidsraad van de Verenigde Naties werd unaniem door de VN-Veiligheidsraad aangenomen op 12 juni 1997.

## Achtergrond
In 1980 overleed de Joegoslavische leider Tito, die decennialang de bindende kracht was geweest tussen de zes deelstaten van het land. Na zijn dood kende het nationalisme een sterke opmars, en in 1991 verklaarden verschillende deelstaten zich onafhankelijk. Zo ook Bosnië en Herzegovina, waar in 1992 een burgeroorlog ontstond tussen de Bosniakken, Kroaten en Serviërs. Deze oorlog, waarbij etnische zuiveringen plaatsvonden, ging door tot in 1995 vrede werd gesloten. Hierop werd de NAVO-operatie IFOR gestuurd die de uitvoering ervan moest afdwingen. Die werd in 1996 vervangen door SFOR, die op zijn beurt in 2004 werd vervangen door de Europese operatie EUFOR Althea.

## Inhoud
De Veiligheidsraad:
- Herinnert aan de resoluties 1031 en 1088.
- Herinnert ook aan het raamakkoord voor vrede in Bosnië en Herzegovina.

1. Verwelkomt de uitkomst van de ministeriële vergadering van de stuurgroep van de Vredesuitvoeringsraad en gaat akkoord met de aanstelling van Carlos Westendorp als hoge vertegenwoordiger voor Bosnië en Herzegovina als opvolger van Carl Bildt.
2. Waardeert Carl Bildts werk.
3. Bevestigt het belang van de hoge vertegenwoordiger bij de uitvoering van het vredesakkoord, de coördinatie van organisaties die daarmee helpen en als laatste autoriteit bij de interpretatie van annex °10 over de civiele uitvoering van het vredesakkoord.

## Verwante resoluties
- Resolutie 1107 Veiligheidsraad Verenigde Naties
- Resolutie 1110 Veiligheidsraad Verenigde Naties
- Resolutie 1119 Veiligheidsraad Verenigde Naties
- Resolutie 1120 Veiligheidsraad Verenigde Naties

Lijst ·  1093 ·  1094 ·  1095 ·  1096 ·  1097 ·  1098 ·  1099 ·  1100 ·  1101 ·  1102 ·  1103 ·  1104 ·  1105 ·  1106 ·  1107 ·  1108 ·  1109 ·  1110 ·  1111 ·  1112 ·  1113 ·  1114 ·  1115 ·  1116 ·  1117 ·  1118 ·  1119 ·  1120 ·  1121 ·  1122 ·  1123 ·  1124 ·  1125 ·  1126 ·  1127 ·  1128 ·  1129 ·  1130 ·  1131 ·  1132 ·  1133 ·  1134 ·  1135 ·  1136 ·  1137 ·  1138 ·  1139 ·  1140 ·  1141 ·  1142 ·  1143 ·  1144 ·  1145 ·  1146